# Rodolfo Crespi (Industrial ítalobrasileño)
Rodolfo Crespi (Busto Arsizio, 30 de marzo de 1874 - São Paulo, 27 de enero de 1939) fue un empresario y dirigente deportivo italiano radicado en São Paulo. Fue fundador del Cotonificio Crespi que fue el primer establecimiento industrial brasileño de hilado de algodón a gran escala. y presidente del Circolo Italiano de S. Paulo entre junio de 1928 y agosto de 1930. También fue fundador del club de fútbol Cotonifício Rodolfo Crespi F.C. que cambió de nombre en 1930 y actualmente es el Clube Atlético Juventus.
Crespi fue condecorado por el gobierno italiano con el título de Cavalieri del Lavoro en 1907 por la Orden de Mérito del Trabajo. y también recibió el título de "Conde".